# Miguel Gallastegi Ariznabarreta
Miguel Gallastegi Ariznabarreta (Eibar, 25 de febrer de 1918 - Sant Sebastià, 4 de gener de 2019), conegut simplement com a Gallastegi o Don Miguel, va ser un jugador de pilota basca a mà, en la posició de rest.
Va debutar el 29 de juny de 1936 al Frontó Astelena d'Eibar, i es retirà el 1960.
És famós per haver guanyat el totpoderós Atano III per 22-13 el 1942, i per deixar a zero el Zurdo de Mondragón el 1944. Una mostra de la seua popularitat és que el 1945 va jugar 104 partides. Això no li serví, però, per a tenir millors retribucions econòmiques a l'any següent, en què renuncià a participar en el Campionat Manomanista malgrat estar en un excel·lent estat de forma (76 victòries en 101 partides). La consagració de Gallastegi arribà el 1948 quan, a la fi, jugà el Manomanista i el guanyà a Atano III, trencant una hegemonia de 23 anys. El 1953 no va jugar la final del Manomanista per discussions econòmiques amb les empreses organitzadores i la Federació Espanyola de Pilota.
El 2013, ETB1 va emetre el documental Gallastegi, ni pilotari, del periodista Juanan Legorburu, en ocasió de l'homenatge que Eibar dedicava al jugador de 95 anys el 29 de desembre.

## Palmarès
- Campió per parelles: 1941
- Campió del Manomanista: 1948, 1950 i 1951.
- Subcampió del Manomanista: 1953